# Cuphea circaeoides
Cuphea circaeoides là một loài thực vật có hoa trong họ Lythraceae. Loài này được Sm. ex Sims mô tả khoa học đầu tiên năm 1820.